# Liste des épisodes de 24 Heures chrono

Cet article présente la liste des épisodes du feuilleton télévisé 24 Heures chrono.

## Panorama des saisons
| Saisons | Saisons              | Nombre d'épisodes | Scénario                  | Scénario                        | Scénario | Années    | Diffusion originale sur Fox | Diffusion originale sur Fox |
| Saisons | Saisons              | Nombre d'épisodes | Heures de début et de fin | Lieu(x)                         | Agence   | Années    | Début de saison             | Fin de saison               |
| ------- | -------------------- | ----------------- | ------------------------- | ------------------------------- | -------- | --------- | --------------------------- | --------------------------- |
|         | 1                    | 24                | 0h00 - 0h00               | Los Angeles                     | CTU      | 2001-2002 | 6 novembre 2001             | 21 mai 2002                 |
|         | 2                    | 24                | 8h00 - 8h00               | Los Angeles                     | CTU      | 2002-2003 | 29 octobre 2002             | 20 mai 2003                 |
|         | 3                    | 24                | 13h00 - 13h00             | Los Angeles                     | CTU      | 2003-2004 | 28 octobre 2003             | 25 mai 2004                 |
|         | 4                    | 24                | 7h00 - 7h00               | Los Angeles                     | CTU      | 2005      | 9 janvier 2005              | 23 mai 2005                 |
|         | 5                    | 24                | 7h00 - 7h00               | Los Angeles                     | CTU      | 2006      | 15 janvier 2006             | 22 mai 2006                 |
|         | 6                    | 24                | 6h00 - 6h00               | Los Angeles et Washington, D.C. | CTU      | 2007      | 14 janvier 2007             | 21 mai 2007                 |
|         | Redemption           | Téléfilm          | 15h00 - 17h00             | Sangala (pays africain fictif)  | -        | 2008      | 23 novembre 2008            | 23 novembre 2008            |
|         | 7                    | 24                | 8h00 - 8h00               | Washington, D.C.                | FBI      | 2009      | 11 janvier 2009             | 18 mai 2009                 |
|         | 8                    | 24                | 16h00 - 16h00             | New York                        | CTU      | 2010      | 17 janvier 2010             | 24 mai 2010                 |
|         | 9 (Live Another Day) | 12                | 11h00 - 11h00             | Londres                         | CIA      | 2014      | 5 mai 2014                  | 14 juillet 2014             |

## Liste des épisodes

### Première saison (2001-2002)
La première saison de la série a été diffusée aux États-Unis sur la chaîne Fox du 6 novembre 2001 au 21 mai 2002 ; à l'origine, la diffusion aurait dû débuter le 30 octobre 2001 mais s'est vue repoussée en raison des attentats du 11-Septembre (une scène montrant l'explosion d'un Boeing 747 en vol de manière explicite a d'ailleurs été supprimée).
En outre, une fois satisfaite du pilote, la Fox commande douze autres épisodes (le treizième permet d'ailleurs de conclure les principales intrigues, si la série n'était pas renouvelée, tout en laissant une fin ouverte pour continuer l'histoire), avant, au vu des audiences et de l'accueil positif après la diffusion des premiers épisodes, de commander le reste de la saison.
| N° | Titre original          | Titre français | Réalisateur           | Scénariste(s)                                                                        | Diffusion sur Fox | Diffusion sur Canal+ | Code de production |
| -- | ----------------------- | -------------- | --------------------- | ------------------------------------------------------------------------------------ | ----------------- | -------------------- | ------------------ |
| 1  | 12:00 a.m. - 1:00 a.m.  | 00h00 - 01h00  | Stephen Hopkins       | Robert Cochran et Joel Surnow                                                        | 6 novembre 2001   | 14 septembre 2002    | 1AFF79             |
| 2  | 1:00 a.m. - 2:00 a.m.   | 01h00 - 02h00  | Stephen Hopkins       | Joel Surnow et Michael Loceff                                                        | 13 novembre 2001  | 14 septembre 2002    | 1AFF01             |
| 3  | 2:00 a.m. - 3:00 a.m.   | 02h00 - 03h00  | Stephen Hopkins       | Joel Surnow et Michael Loceff                                                        | 20 novembre 2001  | 21 septembre 2002    | 1AFF02             |
| 4  | 3:00 a.m. - 4:00 a.m.   | 03h00 - 04h00  | Winrich Kolbe         | Robert Cochran                                                                       | 27 novembre 2001  | 21 septembre 2002    | 1AFF03             |
| 5  | 4:00 a.m. - 5:00 a.m.   | 04h00 - 05h00  | Winrich Kolbe         | Chip Johannessen                                                                     | 11 décembre 2001  | 28 septembre 2002    | 1AFF04             |
| 6  | 5:00 a.m. - 6:00 a.m.   | 05h00 - 06h00  | Bryan Spicer          | Howard Gordon                                                                        | 18 décembre 2001  | 28 septembre 2002    | 1AFF05             |
| 7  | 6:00 a.m. - 7:00 a.m.   | 06h00 - 07h00  | Bryan Spicer          | Andrea Newman                                                                        | 8 janvier 2002    | 5 octobre 2002       | 1AFF06             |
| 8  | 7:00 a.m. - 8:00 a.m.   | 07h00 - 08h00  | Stephen Hopkins       | Joel Surnow et Michael Loceff                                                        | 15 janvier 2002   | 5 octobre 2002       | 1AFF07             |
| 9  | 8:00 a.m. - 9:00 a.m.   | 08h00 - 09h00  | Stephen Hopkins       | Virgil Williams                                                                      | 22 janvier 2002   | 12 octobre 2002      | 1AFF08             |
| 10 | 9:00 a.m. - 10:00 a.m.  | 09h00 - 10h00  | Davis Guggenheim      | Laurence Hertzog                                                                     | 5 février 2002    | 12 octobre 2002      | 1AFF09             |
| 11 | 10:00 a.m. - 11:00 a.m. | 10h00 - 11h00  | Davis Guggenheim      | Robert Cochran                                                                       | 12 février 2002   | 19 octobre 2002      | 1AFF10             |
| 12 | 11:00 a.m. - 12:00 p.m. | 11h00 - 12h00  | Stephen Hopkins       | Howard Gordon                                                                        | 19 février 2002   | 19 octobre 2002      | 1AFF11             |
| 13 | 12:00 p.m. - 1:00 p.m.  | 12h00 - 13h00  | Stephen Hopkins       | Andrea Newman                                                                        | 26 février 2002   | 26 octobre 2002      | 1AFF12             |
| 14 | 1:00 p.m. - 2:00 p.m.   | 13h00 - 14h00  | Jon Cassar            | Joel Surnow et Michael Loceff                                                        | 5 mars 2002       | 26 octobre 2002      | 1AFF13             |
| 15 | 2:00 p.m. - 3:00 p.m.   | 14h00 - 15h00  | Jon Cassar            | Michael S. Chernuchin                                                                | 12 mars 2002      | 2 novembre 2002      | 1AFF14             |
| 16 | 3:00 p.m. - 4:00 p.m.   | 15h00 - 16h00  | Stephen Hopkins       | Robert Cochran et Howard Gordon                                                      | 19 mars 2002      | 2 novembre 2002      | 1AFF15             |
| 17 | 4:00 p.m. - 5:00 p.m.   | 16h00 - 17h00  | Stephen Hopkins       | Michael S. Chernuchin                                                                | 26 mars 2002      | 9 novembre 2002      | 1AFF16             |
| 18 | 5:00 p.m. - 6:00 p.m.   | 17h00 - 18h00  | Frederick King Keller | Maurice Hurley                                                                       | 2 avril 2002      | 9 novembre 2002      | 1AFF17             |
| 19 | 6:00 p.m. - 7:00 p.m.   | 18h00 - 19h00  | Frederick King Keller | Joel Surnow et Michael Loceff                                                        | 9 avril 2002      | 16 novembre 2002     | 1AFF18             |
| 20 | 7:00 p.m. - 8:00 p.m.   | 19h00 - 20h00  | Stephen Hopkins       | Robert Cochran et Howard Gordon                                                      | 16 avril 2002     | 16 novembre 2002     | 1AFF19             |
| 21 | 8:00 p.m. - 9:00 p.m.   | 20h00 - 21h00  | Stephen Hopkins       | Joel Surnow et Michael Loceff                                                        | 23 avril 2002     | 23 novembre 2002     | 1AFF20             |
| 22 | 9:00 p.m. - 10:00 p.m.  | 21h00 - 22h00  | Paul Shapiro          | Joel Surnow et Michael Loceff                                                        | 7 mai 2002        | 23 novembre 2002     | 1AFF21             |
| 23 | 10:00 p.m. - 11:00 p.m. | 22h00 - 23h00  | Paul Shapiro          | Robert Cochran et Howard Gordon                                                      | 14 mai 2002       | 30 novembre 2002     | 1AFF22             |
| 24 | 11:00 p.m. - 12:00 a.m. | 23h00 - 0h00   | Stephen Hopkins       | Joel Surnow et Michael Loceff, d'après l'histoire de Robert Cochran et Howard Gordon | 21 mai 2002       | 30 novembre 2002     | 1AFF23             |

### Deuxième saison (2002-2003)
La deuxième saison de la série a été diffusée aux États-Unis sur la chaîne Fox du 29 octobre 2002 au 20 mai 2003.
| N° | Titre original                 | Titre français | Réalisateur           | Scénariste(s)                                                                        | Diffusion sur Fox | Diffusion sur Canal+ | Code de production |
| -- | ------------------------------ | -------------- | --------------------- | ------------------------------------------------------------------------------------ | ----------------- | -------------------- | ------------------ |
| 1  | Day 2: 8:00 a.m. - 9:00 a.m.   | 8h00 - 9h00    | Jon Cassar            | Joel Surnow et Michael Loceff                                                        | 29 octobre 2002   | 20 septembre 2003    | 2AFF01             |
| 2  | Day 2: 9:00 a.m. - 10:00 a.m.  | 9h00 - 10h00   | Jon Cassar            | Joel Surnow et Michael Loceff                                                        | 5 novembre 2002   | 20 septembre 2003    | 2AFF02             |
| 3  | Day 2: 10:00 a.m. - 11:00 a.m. | 10h00 - 11h00  | James Whitmore Jr.    | Howard Gordon                                                                        | 12 novembre 2002  | 27 septembre 2003    | 2AFF03             |
| 4  | Day 2: 11:00 a.m. - 12:00 p.m. | 11h00 - 12h00  | James Whitmore Jr.    | Remi Aubuchon                                                                        | 19 novembre 2002  | 27 septembre 2003    | 2AFF04             |
| 5  | Day 2: 12:00 p.m. - 1:00 p.m.  | 12h00 - 13h00  | Jon Cassar            | Gil Grant                                                                            | 26 novembre 2002  | 4 octobre 2003       | 2AFF05             |
| 6  | Day 2: 1:00 p.m. - 2:00 p.m.   | 13h00 - 14h00  | Jon Cassar            | Elizabeth M. Cosin                                                                   | 3 décembre 2002   | 4 octobre 2003       | 2AFF06             |
| 7  | Day 2: 2:00 p.m. - 3:00 p.m.   | 14h00 - 15h00  | James Whitmore Jr.    | Virgil Williams                                                                      | 10 décembre 2002  | 11 octobre 2003      | 2AFF07             |
| 8  | Day 2: 3:00 p.m. - 4:00 p.m.   | 15h00 - 16h00  | James Whitmore Jr.    | Joel Surnow et Michael Loceff                                                        | 17 décembre 2002  | 11 octobre 2003      | 2AFF08             |
| 9  | Day 2: 4:00 p.m. - 5:00 p.m.   | 16h00 - 17h00  | Rodney Charters       | Howard Gordon                                                                        | 7 janvier 2003    | 18 octobre 2003      | 2AFF09             |
| 10 | Day 2: 5:00 p.m. - 6:00 p.m.   | 17h00 - 18h00  | Rodney Charters       | David Ehrman                                                                         | 14 janvier 2003   | 18 octobre 2003      | 2AFF10             |
| 11 | Day 2: 6:00 p.m. - 7:00 p.m.   | 18h00 - 19h00  | Frederick King Keller | Gil Grant                                                                            | 4 février 2003    | 25 octobre 2003      | 2AFF11             |
| 12 | Day 2: 7:00 p.m. - 8:00 p.m.   | 19h00 - 20h00  | Frederick King Keller | Evan Katz                                                                            | 11 février 2003   | 25 octobre 2003      | 2AFF12             |
| 13 | Day 2: 8:00 p.m. - 9:00 p.m.   | 20h00 - 21h00  | Jon Cassar            | Maurice Hurley                                                                       | 18 février 2003   | 1er novembre 2003    | 2AFF13             |
| 14 | Day 2: 9:00 p.m. - 10:00 p.m.  | 21h00 - 22h00  | Jon Cassar            | Joel Surnow et Michael Loceff                                                        | 25 février 2003   | 1er novembre 2003    | 2AFF14             |
| 15 | Day 2: 10:00 p.m. - 11:00 p.m. | 22h00 - 23h00  | Ian Toynton           | Robert Cochran                                                                       | 4 mars 2003       | 8 novembre 2003      | 2AFF15             |
| 16 | Day 2: 11:00 p.m. - 12:00 a.m. | 23h00 - 00h00  | Ian Toynton           | Howard Gordon et Evan Katz                                                           | 25 mars 2003      | 8 novembre 2003      | 2AFF16             |
| 17 | Day 2: 12:00 a.m. - 1:00 a.m.  | 00h00 - 01h00  | Jon Cassar            | Evan Katz et Gil Grant                                                               | 1er avril 2003    | 15 novembre 2003     | 2AFF17             |
| 18 | Day 2: 1:00 a.m. - 2:00 a.m.   | 01h00 - 02h00  | Jon Cassar            | Joel Surnow et Michael Loceff                                                        | 8 avril 2003      | 15 novembre 2003     | 2AFF18             |
| 19 | Day 2: 2:00 a.m. - 3:00 a.m.   | 02h00 - 03h00  | James Whitmore Jr.    | Howard Gordon                                                                        | 15 avril 2003     | 22 novembre 2003     | 2AFF19             |
| 20 | Day 2: 3:00 a.m. - 4:00 a.m.   | 03h00 - 04h00  | James Whitmore Jr.    | Neil Cohen                                                                           | 22 avril 2003     | 22 novembre 2003     | 2AFF20             |
| 21 | Day 2: 4:00 a.m. - 5:00 a.m.   | 04h00 - 05h00  | Ian Toynton           | Robert Cochran et Howard Gordon                                                      | 29 avril 2003     | 29 novembre 2003     | 2AFF21             |
| 22 | Day 2: 5:00 a.m. - 6:00 a.m.   | 05h00 - 06h00  | Ian Toynton           | Virgil Williams et Duppy Demetrius                                                   | 6 mai 2003        | 29 novembre 2003     | 2AFF22             |
| 23 | Day 2: 6:00 a.m. - 7:00 a.m.   | 06h00 - 07h00  | Jon Cassar            | Gil Grant et Evan Katz                                                               | 13 mai 2003       | 6 décembre 2003      | 2AFF23             |
| 24 | Day 2: 7:00 a.m. - 8:00 a.m.   | 07h00 - 08h00  | Jon Cassar            | Joel Surnow et Michael Loceff, d'après l'histoire de Robert Cochran et Howard Gordon | 20 mai 2003       | 6 décembre 2003      | 2AFF24             |

### Troisième saison (2003-2004)
La troisième saison de la série a été diffusée aux États-Unis sur la chaîne Fox du 28 octobre 2003 au 25 mai 2004.
| N° | Titre original                 | Titre français | Réalisateur           | Scénariste(s)                                                                          | Diffusion sur Fox | Diffusion sur Canal+ | Code de production |
| -- | ------------------------------ | -------------- | --------------------- | -------------------------------------------------------------------------------------- | ----------------- | -------------------- | ------------------ |
| 1  | Day 3: 1:00 p.m. - 2:00 p.m.   | 13h00 - 14h00  | Jon Cassar            | Joel Surnow et Michael Loceff                                                          | 28 octobre 2003   | 25 septembre 2004    | 3AFF01             |
| 2  | Day 3: 2:00 p.m. - 3:00 p.m.   | 14h00 - 15h00  | Jon Cassar            | Joel Surnow et Michael Loceff                                                          | 4 novembre 2003   | 25 septembre 2004    | 3AFF02             |
| 3  | Day 3: 3:00 p.m. - 4:00 p.m.   | 15h00 - 16h00  | Ian Toynton           | Howard Gordon                                                                          | 11 novembre 2003  | 2 octobre 2004       | 3AFF03             |
| 4  | Day 3: 4:00 p.m. - 5:00 p.m.   | 16h00 - 17h00  | Ian Toynton           | Stephen Kronish                                                                        | 18 novembre 2003  | 2 octobre 2004       | 3AFF04             |
| 5  | Day 3: 5:00 p.m. - 6:00 p.m.   | 17h00 - 18h00  | Jon Cassar            | Evan Katz                                                                              | 25 novembre 2003  | 9 octobre 2004       | 3AFF05             |
| 6  | Day 3: 6:00 p.m. - 7:00 p.m.   | 18h00 - 19h00  | Jon Cassar            | Duppy Demetrius                                                                        | 2 décembre 2003   | 9 octobre 2004       | 3AFF06             |
| 7  | Day 3: 7:00 p.m. - 8:00 p.m.   | 19h00 - 20h00  | Ian Tonyton           | Robert Cochran et Howard Gordon                                                        | 9 décembre 2003   | 16 octobre 2004      | 3AFF07             |
| 8  | Day 3: 8:00 p.m. - 9:00 p.m.   | 20h00 - 21h00  | Ian Tonyton           | Robert Cochran et Howard Gordon                                                        | 16 décembre 2003  | 16 octobre 2004      | 3AFF08             |
| 9  | Day 3: 9:00 p.m. - 10:00 p.m.  | 21h00 - 22h00  | Brad Turner           | Evan Katz et Stephen Kronish, d'après l'histoire de Robert Cochran et Howard Gordon    | 6 janvier 2004    | 23 octobre 2004      | 3AFF09             |
| 10 | Day 3: 10:00 p.m. - 11:00 p.m. | 22h00 - 23h00  | Brad Turner           | Joel Surnow et Michael Loceff                                                          | 13 janvier 2004   | 23 octobre 2004      | 3AFF10             |
| 11 | Day 3: 11:00 p.m. - 12:00 a.m. | 23h00 - 00h00  | Jon Cassar            | Joel Surnow et Michael Loceff                                                          | 27 janvier 2004   | 30 octobre 2004      | 3AFF11             |
| 12 | Day 3: 12:00 a.m. - 1:00 a.m.  | 00h00 - 01h00  | Jon Cassar            | Robert Cochran et Howard Gordon, d'après l'histoire d'Evan Katz et Stephen Kronish     | 3 février 2004    | 30 octobre 2004      | 3AFF12             |
| 13 | Day 3: 1:00 a.m. - 2:00 a.m.   | 01h00 - 02h00  | Bryan Spicer          | Joel Surnow et Michael Loceff, d'après l'histoire de Robert Cochran et Stephen Kronish | 10 février 2004   | 6 novembre 2004      | 3AFF13             |
| 14 | Day 3: 2:00 a.m. - 3:00 a.m.   | 02h00 - 03h00  | Bryan Spicer          | Howard Gordon et Evan Katz                                                             | 17 février 2004   | 6 novembre 2004      | 3AFF14             |
| 15 | Day 3: 3:00 a.m. - 4:00 a.m.   | 03h00 - 04h00  | Kevin Hooks           | Robert Cochran et Howard Gordon, d'après l'histoire de Michael Loceff                  | 24 février 2004   | 13 novembre 2004     | 3AFF15             |
| 16 | Day 3: 4:00 a.m. - 5:00 a.m.   | 04h00 - 05h00  | Kevin Hooks           | Evan Katz et Stephen Kronish                                                           | 30 mars 2004      | 13 novembre 2004     | 3AFF16             |
| 17 | Day 3: 5:00 a.m. - 6:00 a.m.   | 05h00 - 06h00  | Ian Toynton           | Robert Cochran et Stephen Kronish                                                      | 6 avril 2004      | 20 novembre 2004     | 3AFF17             |
| 18 | Day 3: 6:00 a.m. - 7:00 a.m.   | 06h00 - 07h00  | Ian Toynton           | Howard Gordon et Evan Katz                                                             | 18 avril 2004     | 20 novembre 2004     | 3AFF18             |
| 19 | Day 3: 7:00 a.m. - 8:00 a.m.   | 07h00 - 08h00  | Jon Cassar            | Michael Loceff                                                                         | 20 avril 2004     | 27 novembre 2004     | 3AFF19             |
| 20 | Day 3: 8:00 a.m. - 9:00 a.m.   | 08h00 - 09h00  | Jon Cassar            | Virgil Williams                                                                        | 27 avril 2004     | 27 novembre 2004     | 3AFF20             |
| 21 | Day 3: 9:00 a.m. - 10:00 a.m.  | 09h00 - 10h00  | Frederick King Keller | Joel Surnow et Michael Loceff                                                          | 4 mai 2004        | 4 décembre 2004      | 3AFF21             |
| 22 | Day 3: 10:00 a.m. - 11:00 a.m. | 10h00 - 11h00  | Frederick King Keller | Evan Katz et Stephen Kronish, d'après l'histoire de Robert Cochran et Howard Gordon    | 11 mai 2004       | 4 décembre 2004      | 3AFF22             |
| 23 | Day 3: 11:00 a.m. - 12:00 p.m. | 11h00 - 12h00  | Jon Cassar            | Robert Cochran et Howard Gordon, d'après l'histoire d'Evan Katz et Stephen Kronish     | 18 mai 2004       | 11 décembre 2004     | 3AFF23             |
| 24 | Day 3: 12:00 a.m. - 1:00 p.m.  | 12h00 - 13h00  | Jon Cassar            | Joel Surnow et Michael Loceff                                                          | 25 mai 2004       | 11 décembre 2004     | 3AFF24             |

#### Préquelle de la saison 4
Un court-métrage, présent dans le coffret DVD de la saison 3, et centré sur les personnages de Jack Bauer, Tomas Shereck et Audrey Raines, sert de préquelle à la saison suivante, se déroulant un an puis, après une ellipse, quelques heures avant les événements de celle-ci,.

### Quatrième saison (2005)
La quatrième saison de la série a été diffusée aux États-Unis sur la chaîne Fox du 9 janvier 2005 au 23 mai 2005.
À partir de cette saison, et contrairement aux précédentes, les épisodes sont diffusés en continu, sans pause ni rediffusion entre les inédits. Quatre épisodes, diffusés le dimanche et le lundi, ouvrent la saison pour deux soirées consécutives baptisées 2 nights, 4 hours, en référence au titre de la série ; deux autres soirées diffusant deux épisodes sont également programmées : une en milieu de saison et l'autre pour le season finale.
| N° | Titre original                 | Titre français | Réalisateur     | Scénariste(s)                                                             | Diffusion sur Fox | Diffusion sur Canal+ | Code de production |
| -- | ------------------------------ | -------------- | --------------- | ------------------------------------------------------------------------- | ----------------- | -------------------- | ------------------ |
| 1  | Day 4: 7:00 a.m. - 8:00 a.m.   | 07h00 - 08h00  | Jon Cassar      | Joel Surnow et Michael Loceff                                             | 9 janvier 2005    | 24 novembre 2005     | 4AFF01             |
| 2  | Day 4: 8:00 a.m. - 9:00 a.m.   | 08h00 - 09h00  | Jon Cassar      | Howard Gordon                                                             | 9 janvier 2005    | 24 novembre 2005     | 4AFF02             |
| 3  | Day 4: 9:00 a.m. - 10:00 a.m.  | 09h00 - 10h00  | Brad Turner     | Evan Katz                                                                 | 10 janvier 2005   | 1er décembre 2005    | 4AFF03             |
| 4  | Day 4: 10:00 a.m. - 11:00 a.m. | 10h00 - 11h00  | Brad Turner     | Stephen Kronish                                                           | 10 janvier 2005   | 1er décembre 2005    | 4AFF04             |
| 5  | Day 4: 11:00 a.m. - 12:00 p.m. | 11h00 - 12h00  | Jon Cassar      | Peter M. Lenkov                                                           | 17 janvier 2005   | 8 décembre 2005      | 4AFF05             |
| 6  | Day 4: 12:00 p.m. - 1:00 p.m.  | 12h00 - 13h00  | Jon Cassar      | Matt Michnovetz                                                           | 24 janvier 2005   | 8 décembre 2005      | 4AFF06             |
| 7  | Day 4: 1:00 p.m. - 2:00 p.m.   | 13h00 - 14h00  | Ken Girotti     | Joel Surnow et Michael Loceff                                             | 31 janvier 2005   | 15 décembre 2005     | 4AFF07             |
| 8  | Day 4: 2:00 p.m. - 3:00 p.m.   | 14h00 - 15h00  | Ken Girotti     | Stephen Kronish et Peter M. Lenkov, d'après l'histoire de Matt Michnovetz | 7 février 2005    | 15 décembre 2005     | 4AFF08             |
| 9  | Day 4: 3:00 p.m. - 4:00 p.m.   | 15h00 - 16h00  | Brad Turner     | Howard Gordon et Evan Katz                                                | 14 février 2005   | 22 décembre 2005     | 4AFF09             |
| 10 | Day 4: 4:00 p.m. - 5:00 p.m.   | 16h00 - 17h00  | Brad Turner     | Stephen Kronish et Peter M. Lenkov                                        | 21 février 2005   | 22 décembre 2005     | 4AFF10             |
| 11 | Day 4: 5:00 p.m. - 6:00 p.m.   | 17h00 - 18h00  | Jon Cassar      | Joel Surnow et Michael Loceff                                             | 28 février 2005   | 29 décembre 2005     | 4AFF11             |
| 12 | Day 4: 6:00 p.m. - 7:00 p.m.   | 18h00 - 19h00  | Jon Cassar      | Howard Gordon et Evan Katz                                                | 7 mars 2005       | 29 décembre 2005     | 4AFF12             |
| 13 | Day 4: 7:00 p.m. - 8:00 p.m.   | 19h00 - 20h00  | Rodney Charters | Anne Cofell Saunders                                                      | 14 mars 2005      | 5 janvier 2006       | 4AFF13             |
| 14 | Day 4: 8:00 p.m. - 9:00 p.m.   | 20h00 - 21h00  | Tim Iacofano    | Howard Gordon et Evan Katz                                                | 21 mars 2005      | 5 janvier 2006       | 4AFF14             |
| 15 | Day 4: 9:00 p.m. - 10:00 p.m.  | 21h00 - 22h00  | Bryan Spicer    | Joel Surnow et Michael Loceff                                             | 28 mars 2005      | 12 janvier 2006      | 4AFF15             |
| 16 | Day 4: 10:00 p.m. - 11:00 p.m. | 22h00 - 23h00  | Bryan Spicer    | Howard Gordon et Evan Katz, d'après l'histoire de Robert Cochran          | 4 avril 2005      | 12 janvier 2006      | 4AFF16             |
| 17 | Day 4: 11:00 p.m. - 12:00 a.m. | 23h00 - 00h00  | Jon Cassar      | Duppy Demetrius                                                           | 11 avril 2005     | 19 janvier 2006      | 4AFF17             |
| 18 | Day 4: 12:00 a.m. - 1:00 a.m.  | 00h00 - 01h00  | Jon Cassar      | Joel Surnow et Michael Loceff                                             | 18 avril 2005     | 19 janvier 2006      | 4AFF18             |
| 19 | Day 4: 1:00 a.m. - 2:00 a.m.   | 01h00 - 02h00  | Bryan Spicer    | Howard Gordon et Evan Katz                                                | 25 avril 2005     | 26 janvier 2006      | 4AFF19             |
| 20 | Day 4: 2:00 a.m. - 3:00 a.m.   | 02h00 - 03h00  | Bryan Spicer    | Peter M. Lenkov                                                           | 2 mai 2005        | 26 janvier 2006      | 4AFF20             |
| 21 | Day 4: 3:00 a.m. - 4:00 a.m.   | 03h00 - 04h00  | Kevin Hooks     | Joel Surnow et Michael Loceff                                             | 9 mai 2005        | 2 février 2006       | 4AFF21             |
| 22 | Day 4: 4:00 a.m. - 5:00 a.m.   | 04h00 - 05h00  | Kevin Hooks     | Matt Michnovetz et Duppy Demetrius                                        | 16 mai 2005       | 2 février 2006       | 4AFF22             |
| 23 | Day 4: 5:00 a.m. - 6:00 a.m.   | 05h00 - 06h00  | Jon Cassar      | Sam Montgomery                                                            | 23 mai 2005       | 9 février 2006       | 4AFF23             |
| 24 | Day 4: 6:00 a.m. - 7:00 a.m.   | 06h00 - 07h00  | Jon Cassar      | Robert Cochran et Howard Gordon                                           | 23 mai 2005       | 9 février 2006       | 4AFF24             |

#### Préquelle de la saison 5
Un court-métrage, présent dans le coffret DVD de la saison 4, et centré sur les personnages de Jack Bauer et Chloe O'Brian, sert de préquelle à la saison suivante, se déroulant un an avant les événements de celle-ci.

### Cinquième saison (2006)
La cinquième saison de la série a été diffusée aux États-Unis sur la chaîne Fox du 15 janvier 2006 au 22 mai 2006.
| N° | Titre original                 | Titre français | Réalisateur      | Scénariste(s)                                                    | Diffusion sur Fox | Diffusion sur Canal+ | Code de production |
| -- | ------------------------------ | -------------- | ---------------- | ---------------------------------------------------------------- | ----------------- | -------------------- | ------------------ |
| 1  | Day 5: 7:00 a.m. - 8:00 a.m.   | 07h00 - 08h00  | Jon Cassar       | Howard Gordon                                                    | 15 janvier 2006   | 7 décembre 2006      | 5AFF01             |
| 2  | Day 5: 8:00 a.m. - 9:00 a.m.   | 08h00 - 09h00  | Jon Cassar       | Evan Katz                                                        | 15 janvier 2006   | 7 décembre 2006      | 5AFF02             |
| 3  | Day 5: 9:00 a.m. - 10:00 a.m.  | 09h00 - 10h00  | Brad Turner      | Manny Coto                                                       | 16 janvier 2006   | 14 décembre 2006     | 5AFF03             |
| 4  | Day 5: 10:00 a.m. - 11:00 a.m. | 10h00 - 11h00  | Brad Turner      | Joel Surnow et Michael Loceff                                    | 16 janvier 2006   | 14 décembre 2006     | 5AFF04             |
| 5  | Day 5: 11:00 a.m. - 12:00 p.m. | 11h00 - 12h00  | Jon Cassar       | Joel Surnow et Michael Loceff                                    | 23 janvier 2006   | 21 décembre 2006     | 5AFF05             |
| 6  | Day 5: 12:00 p.m. - 1:00 p.m.  | 12h00 - 13h00  | Jon Cassar       | David Fury                                                       | 30 janvier 2006   | 21 décembre 2006     | 5AFF06             |
| 7  | Day 5: 1:00 p.m. - 2:00 p.m.   | 13h00 - 14h00  | Brad Turner      | Manny Coto                                                       | 6 février 2006    | 28 décembre 2006     | 5AFF07             |
| 8  | Day 5: 2:00 p.m. - 3:00 p.m.   | 14h00 - 15h00  | Brad Turner      | Robert Cochran et Evan Katz                                      | 13 février 2006   | 28 décembre 2006     | 5AFF08             |
| 9  | Day 5: 3:00 p.m. - 4:00 p.m.   | 15h00 - 16h00  | Tim Iacofano     | Howard Gordon et David Fury                                      | 20 février 2006   | 4 janvier 2007       | 5AFF09             |
| 10 | Day 5: 4:00 p.m. - 5:00 p.m.   | 16h00 - 17h00  | Tim Iacofano     | Joel Surnow et Michael Loceff                                    | 27 février 2006   | 4 janvier 2007       | 5AFF10             |
| 11 | Day 5: 5:00 p.m. - 6:00 p.m.   | 17h00 - 18h00  | Jon Cassar       | Nicole Ranadive                                                  | 6 mars 2006       | 11 janvier 2007      | 5AFF11             |
| 12 | Day 5: 6:00 p.m. - 7:00 p.m.   | 18h00 - 19h00  | Jon Cassar       | Duppy Demetrius et Matt Michnovetz                               | 6 mars 2006       | 11 janvier 2007      | 5AFF12             |
| 13 | Day 5: 7:00 p.m. - 8:00 p.m.   | 19h00 - 20h00  | Brad Turner      | Joel Surnow et Michael Loceff                                    | 13 mars 2006      | 18 janvier 2007      | 5AFF13             |
| 14 | Day 5: 8:00 p.m. - 9:00 p.m.   | 20h00 - 21h00  | Brad Turner      | Howard Gordon et Evan Katz, d'après l'histoire de Sam Montgomery | 20 mars 2006      | 18 janvier 2007      | 5AFF14             |
| 15 | Day 5: 9:00 p.m. - 10:00 p.m.  | 21h00 - 22h00  | Jon Cassar       | David Ehrman                                                     | 27 mars 2006      | 25 janvier 2007      | 5AFF15             |
| 16 | Day 5: 10:00 p.m. - 11:00 p.m. | 22h00 - 23h00  | Jon Cassar       | Manny Coto et Sam Montgomery                                     | 3 avril 2006      | 25 janvier 2007      | 5AFF16             |
| 17 | Day 5: 11:00 p.m. - 12:00 a.m. | 23h00 - 00h00  | Brad Turner      | David Fury                                                       | 10 avril 2006     | 1er février 2007     | 5AFF17             |
| 18 | Day 5: 12:00 a.m. - 1:00 a.m.  | 00h00 - 01h00  | Brad Turner      | Howard Gordon                                                    | 17 avril 2006     | 1er février 2007     | 5AFF18             |
| 19 | Day 5: 1:00 a.m. - 2:00 a.m.   | 01h00 - 02h00  | Dwight H. Little | Steven Long Mitchell et Craig Van Sickle                         | 24 avril 2006     | 8 février 2007       | 5AFF19             |
| 20 | Day 5: 2:00 a.m. - 3:00 a.m.   | 02h00 - 03h00  | Dwight H. Little | Joel Surnow et Michael Loceff                                    | 1er mai 2006      | 8 février 2007       | 5AFF20             |
| 21 | Day 5: 3:00 a.m. - 4:00 a.m.   | 03h00 - 04h00  | Brad Turner      | Manny Coto                                                       | 8 mai 2006        | 15 février 2007      | 5AFF21             |
| 22 | Day 5: 4:00 a.m. - 5:00 a.m.   | 04h00 - 05h00  | Brad Turner      | David Fury et Sam Montgomery                                     | 15 mai 2006       | 15 février 2007      | 5AFF22             |
| 23 | Day 5: 5:00 a.m. - 6:00 a.m.   | 05h00 - 06h00  | Jon Cassar       | Howard Gordon et Evan Katz                                       | 22 mai 2006       | 22 février 2007      | 5AFF23             |
| 24 | Day 5: 6:00 a.m. - 7:00 a.m.   | 06h00 - 07h00  | Jon Cassar       | Robert Cochran                                                   | 22 mai 2006       | 22 février 2007      | 5AFF24             |

#### Préquelle de la saison 6
Un court-métrage, présent dans le coffret DVD de la saison 5, et centré autour des personnages de Jack Bauer et Cheng Zhi, sert de préquelle à la saison suivante, se déroulant treize mois avant les événements de celle-ci.

### Sixième saison (2007)
La sixième saison de la série a été diffusée aux États-Unis sur la chaîne Fox du 14 janvier 2007 au 21 mai 2007.
| N° | Titre original                 | Titre français | Réalisateur   | Scénariste(s)                                                              | Diffusion sur Fox | Diffusion sur Canal+ | Code de production |
| -- | ------------------------------ | -------------- | ------------- | -------------------------------------------------------------------------- | ----------------- | -------------------- | ------------------ |
| 1  | Day 6: 6:00 a.m. - 7:00 a.m.   | 06h00 - 07h00  | Jon Cassar    | Howard Gordon                                                              | 14 janvier 2007   | 22 novembre 2007     | 6AFF01             |
| 2  | Day 6: 7:00 a.m. - 8:00 a.m.   | 07h00 - 08h00  | Jon Cassar    | Manny Coto                                                                 | 14 janvier 2007   | 22 novembre 2007     | 6AFF02             |
| 3  | Day 6: 8:00 a.m. - 9:00 a.m.   | 08h00 - 09h00  | Brad Turner   | Evan Katz et David Fury                                                    | 15 janvier 2007   | 29 novembre 2007     | 6AFF03             |
| 4  | Day 6: 9:00 a.m. - 10:00 a.m.  | 09h00 - 10h00  | Brad Turner   | Robert Cochran                                                             | 15 janvier 2007   | 29 novembre 2007     | 6AFF04             |
| 5  | Day 6: 10:00 a.m. - 11:00 a.m. | 10h00 - 11h00  | Milan Cheylov | Joel Surnow et Michael Loceff                                              | 22 janvier 2007   | 6 décembre 2007      | 6AFF05             |
| 6  | Day 6: 11:00 a.m. - 12:00 p.m. | 11h00 - 12h00  | Milan Cheylov | Joel Surnow et Michael Loceff                                              | 29 janvier 2007   | 6 décembre 2007      | 6AFF06             |
| 7  | Day 6: 12:00 p.m. - 1:00 p.m.  | 12h00 - 13h00  | Jon Cassar    | Howard Gordon et Manny Coto                                                | 5 février 2007    | 13 décembre 2007     | 6AFF07             |
| 8  | Day 6: 1:00 p.m. - 2:00 p.m.   | 13h00 - 14h00  | Jon Cassar    | Evan Katz et David Fury                                                    | 12 février 2007   | 13 décembre 2007     | 6AFF08             |
| 9  | Day 6: 2:00 p.m. - 3:00 p.m.   | 14h00 - 15h00  | Brad Turner   | Adam E. Fierro                                                             | 12 février 2007   | 20 décembre 2007     | 6AFF09             |
| 10 | Day 6: 3:00 p.m. - 4:00 p.m.   | 15h00 - 16h00  | Brad Turner   | Howard Gordon et Evan Katz                                                 | 19 février 2007   | 20 décembre 2007     | 6AFF10             |
| 11 | Day 6: 4:00 p.m. - 5:00 p.m.   | 16h00 - 17h00  | Tim Iacofano  | Manny Coto                                                                 | 26 février 2007   | 27 décembre 2007     | 6AFF11             |
| 12 | Day 6: 5:00 p.m. - 6:00 p.m.   | 17h00 - 18h00  | Tim Iacofano  | Evan Katz et David Fury, d'après l'histoire de Howard Gordon               | 5 mars 2007       | 27 décembre 2007     | 6AFF12             |
| 13 | Day 6: 6:00 p.m. - 7:00 p.m.   | 18h00 - 19h00  | Jon Cassar    | Joel Surnow et Michael Loceff                                              | 12 mars 2007      | 3 janvier 2008       | 6AFF13             |
| 14 | Day 6: 7:00 p.m. - 8:00 p.m.   | 19h00 - 20h00  | Jon Cassar    | Howard Gordon et Evan Katz, d'après l'histoire de Manny Coto et David Fury | 19 mars 2007      | 3 janvier 2008       | 6AFF14             |
| 15 | Day 6: 8:00 p.m. - 9:00 p.m.   | 20h00 - 21h00  | Brad Turner   | Howard Gordon et Manny Coto                                                | 26 mars 2007      | 10 janvier 2008      | 6AFF15             |
| 16 | Day 6: 9:00 p.m. - 10:00 p.m.  | 21h00 - 22h00  | Brad Turner   | Robert Cochran et Evan Katz                                                | 2 avril 2007      | 10 janvier 2008      | 6AFF16             |
| 17 | Day 6: 10:00 p.m. - 11:00 p.m. | 22h00 - 23h00  | Bryan Spicer  | David Fury                                                                 | 9 avril 2007      | 17 janvier 2008      | 6AFF17             |
| 18 | Day 6: 11:00 p.m. - 12:00 a.m. | 23h00 - 00h00  | Bryan Spicer  | Matt Michnovetz et Nicole Ranadive                                         | 16 avril 2007     | 17 janvier 2008      | 6AFF18             |
| 19 | Day 6: 12:00 a.m. - 1:00 a.m.  | 00h00 - 01h00  | Brad Turner   | Joel Surnow et Michael Loceff                                              | 23 avril 2007     | 24 janvier 2008      | 6AFF19             |
| 20 | Day 6: 1:00 a.m. - 2:00 a.m.   | 01h00 - 02h00  | Brad Turner   | Howard Gordon et Evan Katz                                                 | 30 avril 2007     | 24 janvier 2008      | 6AFF20             |
| 21 | Day 6: 2:00 a.m. - 3:00 a.m.   | 02h00 - 03h00  | Bryan Spicer  | Manny Coto                                                                 | 7 mai 2007        | 31 janvier 2008      | 6AFF21             |
| 22 | Day 6: 3:00 a.m. - 4:00 a.m.   | 03h00 - 04h00  | Bryan Spicer  | Howard Gordon et Evan Katz                                                 | 14 mai 2007       | 31 janvier 2008      | 6AFF22             |
| 23 | Day 6: 4:00 a.m. - 5:00 a.m.   | 04h00 - 05h00  | Brad Turner   | Joel Surnow et Michael Loceff                                              | 21 mai 2007       | 7 février 2008       | 6AFF23             |
| 24 | Day 6: 5:00 a.m. - 6:00 a.m.   | 05h00 - 06h00  | Brad Turner   | Robert Cochran, Manny Coto et David Fury                                   | 21 mai 2007       | 7 février 2008       | 6AFF24             |

#### 24: Debrief
La websérie 24: Debrief, centrée sur le personnage de Jack Bauer, se déroule quinze heures après les événements de la saison et comprend cinq épisodes d'environ deux minutes. Elle a été diffusée sur le site Internet de la Fox du 21 mai au 18 juin 2007 et est également présente dans le coffret DVD de la saison 6,.
1. Debrief: 09:00:00
2. Debrief: 09:42:22
3. Debrief: 10:31:02
4. Debrief: 10:33:05
5. Debrief: 10:37:02

### Téléfilm:Redemption(2008)
Le téléfilm Redemption (intitulé à l'origine Exile) a été diffusé le 23 novembre 2008 sur la chaîne Fox. Son histoire, se passant en Afrique et faisant le lien entre la sixième et la septième saison de la série, devait, à l'origine, faire partie intégrante du premier scénario de cette dernière (une ellipse devant permettre de continuer l'action aux États-Unis). Suite la grève des scénaristes américains, impliquant le report de la saison 7, il fut décidé de la création de ce téléfilm pour faire patienter les spectateurs avant le retour de la série.
| N° | Titre original | Titre français                | Réalisateur | Scénariste(s) | Diffusion sur Fox | Diffusion sur Canal+ | Code de production |
| -- | -------------- | ----------------------------- | ----------- | ------------- | ----------------- | -------------------- | ------------------ |
| 1  | 24: Redemption | 24 Heures chrono : Redemption | Jon Cassar  | Howard Gordon | 23 novembre 2008  | 3 septembre 2009     | 7AFF50             |

### Septième saison (2009)
La septième saison de la série a été diffusée aux États-Unis sur la chaîne Fox du 11 janvier 2009 au 18 mai 2009.
La saison aurait dû être diffusée à partir de janvier 2008 mais la grève des scénaristes américains stoppa la production après huit épisodes tournés, obligeant la Fox à reculer la diffusion d'une année pour permettre l'écriture et le tournage du reste des épisodes.
| N° | Titre original                 | Titre français | Réalisateur   | Scénariste(s)                                                                   | Diffusion sur Fox | Diffusion sur Canal+ | Code de production |
| -- | ------------------------------ | -------------- | ------------- | ------------------------------------------------------------------------------- | ----------------- | -------------------- | ------------------ |
| 1  | Day 7: 8:00 a.m. - 9:00 a.m.   | 08h00 - 09h00  | Jon Cassar    | Howard Gordon, Joel Surnow et Michael Loceff                                    | 11 janvier 2009   | 10 septembre 2009    | 7AFF01             |
| 2  | Day 7: 9:00 a.m. - 10:00 a.m.  | 09h00 - 10h00  | Jon Cassar    | Joel Surnow et Michael Loceff, d'après l'histoire de Howard Gordon et Evan Katz | 11 janvier 2009   | 10 septembre 2009    | 7AFF02             |
| 3  | Day 7: 10:00 a.m. - 11:00 a.m. | 10h00 - 11h00  | Brad Turner   | Manny Coto et Brannon Braga                                                     | 12 janvier 2009   | 17 septembre 2009    | 7AFF03             |
| 4  | Day 7: 11:00 a.m. - 12:00 p.m. | 11h00 - 12h00  | Brad Turner   | David Fury et Alex Gansa                                                        | 12 janvier 2009   | 17 septembre 2009    | 7AFF04             |
| 5  | Day 7: 12:00 p.m. - 1:00 p.m.  | 12h00 - 13h00  | Jon Cassar    | Howard Gordon et Evan Katz                                                      | 19 janvier 2009   | 24 septembre 2009    | 7AFF05             |
| 6  | Day 7: 1:00 p.m. - 2:00 p.m.   | 13h00 - 14h00  | Jon Cassar    | Manny Coto et Brannon Braga                                                     | 26 janvier 2009   | 24 septembre 2009    | 7AFF06             |
| 7  | Day 7: 2:00 p.m. - 3:00 p.m.   | 14h00 - 15h00  | Milan Cheylov | Manny Coto et Brannon Braga, d'après l'histoire de Michael Loceff               | 2 février 2009    | 1er octobre 2009     | 7AFF07             |
| 8  | Day 7: 3:00 p.m. - 4:00 p.m.   | 15h00 - 16h00  | Milan Cheylov | Robert Cochran et Evan Katz, d'après l'histoire de David Fury                   | 9 février 2009    | 1er octobre 2009     | 7AFF08             |
| 9  | Day 7: 4:00 p.m. - 5:00 p.m.   | 16h00 - 17h00  | Milan Cheylov | David Fury                                                                      | 16 février 2009   | 8 octobre 2009       | 7AFF09             |
| 10 | Day 7: 5:00 p.m. - 6:00 p.m.   | 17h00 - 18h00  | Milan Cheylov | Manny Coto et Brannon Braga                                                     | 23 février 2009   | 8 octobre 2009       | 7AFF10             |
| 11 | Day 7: 6:00 p.m. - 7:00 p.m.   | 18h00 - 19h00  | Brad Turner   | Alex Gansa                                                                      | 2 mars 2009       | 15 octobre 2009      | 7AFF11             |
| 12 | Day 7: 7:00 p.m. - 8:00 p.m.   | 19h00 - 20h00  | Brad Turner   | Evan Katz, d'après l'histoire de Manny Coto et Brannon Braga                    | 2 mars 2009       | 15 octobre 2009      | 7AFF12             |
| 13 | Day 7: 8:00 p.m. - 9:00 p.m.   | 20h00 - 21h00  | Brad Turner   | Manny Coto et Brannon Braga                                                     | 9 mars 2009       | 22 octobre 2009      | 7AFF13             |
| 14 | Day 7: 9:00 p.m. - 10:00 p.m.  | 21h00 - 22h00  | Brad Turner   | Evan Katz et Juan Carlos Coto                                                   | 16 mars 2009      | 22 octobre 2009      | 7AFF14             |
| 15 | Day 7: 10:00 p.m. - 11:00 p.m. | 22h00 - 23h00  | Jon Cassar    | Alex Gansa, d'après l'histoire de David Fury                                    | 23 mars 2009      | 29 octobre 2009      | 7AFF15             |
| 16 | Day 7: 11:00 p.m. - 12:00 a.m. | 23h00 - 00h00  | Jon Cassar    | Manny Coto et Brannon Braga                                                     | 30 mars 2009      | 29 octobre 2009      | 7AFF16             |
| 17 | Day 7: 12:00 a.m. - 1:00 a.m.  | 00h00 - 01h00  | Brad Turner   | Chip Johannessen                                                                | 6 avril 2009      | 5 novembre 2009      | 7AFF17             |
| 18 | Day 7: 1:00 a.m. - 2:00 a.m.   | 01h00 - 02h00  | Brad Turner   | Manny Coto et Brannon Braga, d'après l'histoire de Howard Gordon                | 13 avril 2009     | 5 novembre 2009      | 7AFF18             |
| 19 | Day 7: 2:00 a.m. - 3:00 a.m.   | 02h00 - 03h00  | Michael Klick | David Fury                                                                      | 20 avril 2009     | 12 novembre 2009     | 7AFF19             |
| 20 | Day 7: 3:00 a.m. - 4:00 a.m.   | 03h00 - 04h00  | Michael Klick | Alex Gansa et Chip Johannessen, d'après l'histoire de Juan Carlos Coto          | 27 avril 2009     | 12 novembre 2009     | 7AFF20             |
| 21 | Day 7: 4:00 a.m. - 5:00 a.m.   | 04h00 - 05h00  | Brad Turner   | Manny Coto et Brannon Braga                                                     | 4 mai 2009        | 19 novembre 2009     | 7AFF21             |
| 22 | Day 7: 5:00 a.m. - 6:00 a.m.   | 05h00 - 06h00  | Brad Turner   | Evan Katz                                                                       | 11 mai 2009       | 19 novembre 2009     | 7AFF22             |
| 23 | Day 7: 6:00 a.m. - 7:00 a.m.   | 06h00 - 07h00  | Jon Cassar    | David Fury et Alex Gansa                                                        | 18 mai 2009       | 26 novembre 2009     | 7AFF23             |
| 24 | Day 7: 7:00 a.m. - 8:00 a.m.   | 07h00 - 08h00  | Jon Cassar    | Howard Gordon, d'après l'histoire de Manny Coto et Brannon Braga                | 18 mai 2009       | 26 novembre 2009     | 7AFF24             |

### Huitième saison (2010)
La huitième saison de la série a été diffusée aux États-Unis sur la chaîne Fox du 17 janvier 2010 au 24 mai 2010.
Peu avant la fin de sa diffusion, la chaîne américaine annonce qu'il s'agit alors de la dernière saison de la série.
| N° | Titre original                 | Titre français | Réalisateur      | Scénariste(s)                                                          | Diffusion sur Fox | Diffusion sur Canal+ | Code de production |
| -- | ------------------------------ | -------------- | ---------------- | ---------------------------------------------------------------------- | ----------------- | -------------------- | ------------------ |
| 1  | Day 8: 4:00 p.m. - 5:00 p.m.   | 16h00 - 17h00  | Brad Turner      | Howard Gordon et Evan Katz                                             | 17 janvier 2010   | 16 septembre 2010    | 8AFF01             |
| 2  | Day 8: 5:00 p.m. - 6:00 p.m.   | 17h00 - 18h00  | Brad Turner      | Manny Coto et Brannon Braga, d'après l'histoire de Howard Gordon       | 17 janvier 2010   | 16 septembre 2010    | 8AFF02             |
| 3  | Day 8: 6:00 p.m. - 7:00 p.m.   | 18h00 - 19h00  | Milan Cheylov    | David Fury et Alex Gansa                                               | 18 janvier 2010   | 23 septembre 2010    | 8AFF03             |
| 4  | Day 8: 7:00 p.m. - 8:00 p.m.   | 19h00 - 20h00  | Milan Cheylov    | Chip Johannessen et Patrick Harbinson                                  | 18 janvier 2010   | 23 septembre 2010    | 8AFF04             |
| 5  | Day 8: 8:00 p.m. - 9:00 p.m.   | 20h00 - 21h00  | Brad Turner      | Evan Katz et Alex Gansa, d'après l'histoire de Howard Gordon           | 25 janvier 2010   | 30 septembre 2010    | 8AFF05             |
| 6  | Day 8: 9:00 p.m. - 10:00 p.m.  | 21h00 - 22h00  | Brad Turner      | Manny Coto et Brannon Braga                                            | 1er février 2010  | 30 septembre 2010    | 8AFF06             |
| 7  | Day 8: 10:00 p.m. - 11:00 p.m. | 22h00 - 23h00  | Milan Cheylov    | Chip Johannessen et Patrick Harbinson                                  | 8 février 2010    | 7 octobre 2010       | 8AFF07             |
| 8  | Day 8: 11:00 p.m. - 12:00 a.m. | 23h00 - 00h00  | Milan Cheylov    | David Fury                                                             | 15 février 2010   | 7 octobre 2010       | 8AFF08             |
| 9  | Day 8: 12:00 a.m. - 1:00 a.m.  | 00h00 - 01h00  | Brad Turner      | Chip Johannessen et Patrick Harbinson, d'après l'histoire d'Alex Gansa | 22 février 2010   | 14 octobre 2010      | 8AFF09             |
| 10 | Day 8: 1:00 a.m. - 2:00 a.m.   | 01h00 - 02h00  | Brad Turner      | Manny Coto et Brannon Braga                                            | 1er mars 2010     | 14 octobre 2010      | 8AFF10             |
| 11 | Day 8: 2:00 a.m. - 3:00 a.m.   | 02h00 - 03h00  | Nelson McCormick | Evan Katz et David Fury                                                | 8 mars 2010       | 21 octobre 2010      | 8AFF11             |
| 12 | Day 8: 3:00 a.m. - 4:00 a.m.   | 03h00 - 04h00  | Nelson McCormick | Chip Johannessen et Patrick Harbinson                                  | 15 mars 2010      | 21 octobre 2010      | 8AFF12             |
| 13 | Day 8: 4:00 a.m. - 5:00 a.m.   | 04h00 - 05h00  | Milan Cheylov    | Manny Coto et Brannon Braga, d'après l'histoire de Howard Gordon       | 22 mars 2010      | 28 octobre 2010      | 8AFF13             |
| 14 | Day 8: 5:00 a.m. - 6:00 a.m.   | 05h00 - 06h00  | Milan Cheylov    | Alex Gansa, d'après l'histoire d'Evan Katz                             | 29 mars 2010      | 28 octobre 2010      | 8AFF14             |
| 15 | Day 8: 6:00 a.m. - 7:00 a.m.   | 06h00 - 07h00  | Brad Turner      | Chip Johannessen et Patrick Harbinson                                  | 5 avril 2010      | 4 novembre 2010      | 8AFF15             |
| 16 | Day 8: 7:00 a.m. - 8:00 a.m.   | 07h00 - 08h00  | Brad Turner      | Manny Coto et Brannon Braga                                            | 5 avril 2010      | 4 novembre 2010      | 8AFF16             |
| 17 | Day 8: 8:00 a.m. - 9:00 a.m.   | 08h00 - 09h00  | Milan Cheylov    | David Fury                                                             | 12 avril 2010     | 11 novembre 2010     | 8AFF17             |
| 18 | Day 8: 9:00 a.m. - 10:00 a.m.  | 09h00 - 10h00  | Milan Cheylov    | Chip Johannessen et Patrick Harbinson                                  | 19 avril 2010     | 11 novembre 2010     | 8AFF18             |
| 19 | Day 8: 10:00 a.m. - 11:00 a.m. | 10h00 - 11h00  | Michael Klick    | Manny Coto et Brannon Braga                                            | 26 avril 2010     | 18 novembre 2010     | 8AFF19             |
| 20 | Day 8: 11:00 a.m. - 12:00 p.m. | 11h00 - 12h00  | Michael Klick    | Evan Katz et Alex Gansa, d'après l'histoire d'Alex Gansa               | 3 mai 2010        | 18 novembre 2010     | 8AFF20             |
| 21 | Day 8: 12:00 p.m. - 1:00 p.m.  | 12h00 - 13h00  | Milan Cheylov    | Chip Johannessen et Patrick Harbinson                                  | 10 mai 2010       | 25 novembre 2010     | 8AFF21             |
| 22 | Day 8: 1:00 p.m. - 2:00 p.m.   | 13h00 - 14h00  | Milan Cheylov    | David Fury                                                             | 17 mai 2010       | 25 novembre 2010     | 8AFF22             |
| 23 | Day 8: 2:00 p.m. - 3:00 p.m.   | 14h00 - 15h00  | Brad Turner      | Shauna McGarry et Geoff Aull                                           | 24 mai 2010       | 2 décembre 2010      | 8AFF23             |
| 24 | Day 8: 3:00 p.m. - 4:00 p.m.   | 15h00 - 16h00  | Brad Turner      | Howard Gordon                                                          | 24 mai 2010       | 2 décembre 2010      | 8AFF24             |

#### Chloe's Arrest
Le court-métrage Chloe's Arrest, présent dans les coffrets DVD et Blu-Ray de la saison 8, et centré sur les personnages de Chloe et Morris O'Brian, se déroule quelques heures après les événements de la saison,.

### Neuvième saison:Live Another Day(2014)
Le 13 mai 2013, la chaîne Fox annonce le retour de 24 Heures chrono sous la forme d'une mini-série intitulée Live Another Day, faisant office de neuvième saison,. Elle a été diffusée aux États-Unis sur la Fox du 5 mai 2014 au 14 juillet 2014.
Composée de douze épisodes, au lieu des habituelles saisons à vingt-quatre épisodes, une ellipse de douze heures à la fin du dernier épisode permet de couvrir vingt-quatre heures.
| N° | Titre original                 | Titre français | Réalisateur   | Scénariste(s)                                                                | Diffusion sur Fox | Diffusion sur Canal+ | Code de production |
| -- | ------------------------------ | -------------- | ------------- | ---------------------------------------------------------------------------- | ----------------- | -------------------- | ------------------ |
| 1  | Day 9: 11:00 a.m. - 12:00 p.m. | 11h00 - 12h00  | Jon Cassar    | Evan Katz et Manny Coto                                                      | 5 mai 2014        | 11 septembre 2014    | 9AFF01             |
| 2  | Day 9: 12:00 p.m. - 1:00 p.m.  | 12h00 - 13h00  | Jon Cassar    | Robert Cochran et David Fury                                                 | 5 mai 2014        | 11 septembre 2014    | 9AFF02             |
| 3  | Day 9: 1:00 p.m. - 2:00 p.m.   | 13h00 - 14h00  | Adam Kane     | Sang Kyu Kim et Patrick Somerville                                           | 12 mai 2014       | 11 septembre 2014    | 9AFF03             |
| 4  | Day 9: 2:00 p.m. - 3:00 p.m.   | 14h00 - 15h00  | Adam Kane     | Patrick Harbinson                                                            | 19 mai 2014       | 18 septembre 2014    | 9AFF04             |
| 5  | Day 9: 3:00 p.m. - 4:00 p.m.   | 15h00 - 16h00  | Omar Madha    | Sang Kyu Kim et Patrick Somerville                                           | 26 mai 2014       | 18 septembre 2014    | 9AFF05             |
| 6  | Day 9: 4:00 p.m. - 5:00 p.m.   | 16h00 - 17h00  | Omar Madha    | David Fury                                                                   | 2 juin 2014       | 18 septembre 2014    | 9AFF06             |
| 7  | Day 9: 5:00 p.m. - 6:00 p.m.   | 17h00 - 18h00  | Jon Cassar    | Tony Basgallop                                                               | 9 juin 2014       | 25 septembre 2014    | 9AFF07             |
| 8  | Day 9: 6:00 p.m. - 7:00 p.m.   | 18h00 - 19h00  | Jon Cassar    | Robert Cochran                                                               | 16 juin 2014      | 25 septembre 2014    | 9AFF08             |
| 9  | Day 9: 7:00 p.m. - 8:00 p.m.   | 19h00 - 20h00  | Milan Cheylov | Tony Basgallop et Sang Kyu Kim, d'après l'histoire d'Evan Katz et Manny Coto | 23 juin 2014      | 25 septembre 2014    | 9AFF09             |
| 10 | Day 9: 8:00 p.m. - 9:00 p.m.   | 20h00 - 21h00  | Milan Cheylov | Adam DaSilva, d'après l'histoire de Robert Cochran, Manny Coto et Evan Katz  | 30 juin 2014      | 2 octobre 2014       | 9AFF10             |
| 11 | Day 9: 9:00 p.m. - 10:00 p.m.  | 21h00 - 22h00  | Jon Cassar    | Robert Cochran et David Fury                                                 | 7 juillet 2014    | 2 octobre 2014       | 9AFF11             |
| 12 | Day 9: 10:00 p.m. - 11:00 a.m. | 22h00 - 11h00  | Jon Cassar    | Manny Coto et Evan Katz                                                      | 14 juillet 2014   | 2 octobre 2014       | 9AFF12             |

#### 24: Solitary
Le court-métrage 24: Solitary, présent dans le coffret Blu-Ray de Live Another Day, et centré sur le personnage de Tony Almeida, pourtant absent de cette saison 9, se déroule deux ans et six mois après les événements de cette dernière,.